# Videocracy
Videocracy es documental de Erik Gandini, italiano residente en Suecia, que analiza la acumulación de poder que ha experimentado la televisión en Italia durante los últimos tres decenios y de cómo un cierto tipo de hacer televisión está influyendo profundamente en los comportamientos  y las elecciones de la población italiana siendo la principal fuente de información para casi todas las personas.

## Sinopsis
Gandini centra la atención de su documental en el imperio mediático de Silvio Berlusconi y en los estrechos vínculos entre intereses políticos y televisivos. 
El documental no profundiza en el caso Berlusconi, sino que evoluciona a través de sugerencias, destacando la penetración social de los valores promovidos por la televisión comercial. En el documental, Lele Mora (quien al final de la película pronunciará la expresión "just appear" que aparece como título) y Fabrizio Corona son presentados como personajes paradigmáticos de la videocracia y la pérdida de valores sociales.
A finales de agosto de 2009 la cadena pública RAI y Mediaset,  han declinado retransmitir el tráiler del documental.

## Distribución
La película se presentó en el 66º Festival Internacional de Cine de Venecia, en la sección Giornate degli Autori en colaboración con la Semana Internacional de la Crítica de Cine.   Fabrizio Corona, que estuvo ausente en el estreno del Festival, se refirió más tarde a Gandini como una persona «buena, inteligente y astuta», acusando al director de haberle presentado la película de una manera y luego haber desarrollado el proyecto de otra manera.
A finales de agosto de 2009 la cadena pública RAI y Mediaset  controladas por Berlusconi) se negaron a emitir el tráiler, los primeros creyendo que la película atacaba al gobierno y por lo tanto necesitaban un mensaje contrario para garantizar la imparcialidad del servicio público, los segundos por razones de conveniencia debido a las críticas a la televisión comercial que contenía. En el primer fin de semana de proyección en Italia, la película tuvo un gran éxito de público, a pesar de estar distribuida en un número limitado de salas.
El 13 de noviembre de 2011, el documental se emitió en horario de máxima audiencia en el canal La7. Después de la proyección de la película, siguió el talk-show Film evento, en el que Enrico Mentana comentó la película con varios invitados presentes en el estudio.

## Controversias
Al comienzo de su temporada 2009-2010, Striscia la notizia anunció la presencia de una falsificación histórica en Videocracyque, según el programa, socavaría su credibilidad. La acusación contra la película es que atribuyó erróneamente el inicio de la explotación del cuerpo femenino en la televisión al nacimiento de la televisión de Silvio Berlusconi. De hecho, Videocracy se abre con imágenes del programa de televisión Spogliamoci insieme ("Desnudémonos juntos"), el primer concurso sexy de la televisión italiana que, en referencia al primer ministro Silvio Berlusconi, se comenta de la siguiente manera: "este fue el nacimiento de la televisión del presidente".
Spogliamoci insieme fue un programa de Tele Torino International que se emitió desde octubre de 1977 hasta enero de 1978. Berlusconi, por su parte, comenzó su aventura empresarial en el campo de la televisión comprando Telemilanocavo en 1976, comprando Tele Torino International solo en 1980, dos años después del final de Spogliamoci insieme, con el objetivo de adquirir las frecuencias de transmisión de Tele Torino International y dar vida a su proyecto de radiodifusión nacional.  Además, ya en octubre de 1978, la RAI, el servicio público de radio y televisión italiano, emitió programas como Stryx, en los que las mujeres actuaban con los pechos desnudos.
Erik Gandini respondió a las acusaciones de la siguiente manera:

Soy perfectamente consciente del hecho de que Spogliamoci insieme fue un programa de Tele Torino International. En esta secuencia, mi narrador no afirma que Silvio Berlusconi fuera el cerebro del striptease de las amas de casa ni que fuera el propietario de Tele Torino International. Dice que el programa que desnudó a las mujeres en la televisión fue un gran éxito a nivel local, y que "fue el comienzo de la revolución cultural, el nacimiento de la televisión del presidente". Esto se debe a que en Spogliamoci insieme están las semillas que brotarán y se convertirán en elementos fundadores del imperio mediático de Berlusconi, Spogliamoci insieme fue, como afirma el propio Maffi, el precursor de Colpo Grosso. Los vínculos entre Tele Torino y Berlusconi no son solo temáticos. Más tarde, Berlusconi compró Tele Torino International y la incorporó a lo que fue Telemilano 58, el futuro Canale 5. El patrocinador de Spogliamoci insieme era el mismo que Colpo Grosso y uno de los empleados más jóvenes de Tele Torino International, Roberto Giovalli, se convirtió en el gerente general de las tres redes Fininvest a la edad de 27 años. Los autores de Striscia la notizia interpretaron esta secuencia como un error, y sobre este error construyeron un verdadero ataque a la película. También lo siento porque el material que me dieron fue fundamental, por tratar de contar el fenómeno de la showgirl en Videocracy, y por eso les agradecí en los créditos de la película".

Cabe señalar que incluso antes de la emisión del reportaje de Striscia la notizia, Erik Gandini había dicho explícitamente en varias entrevistas que las imágenes al principio de la película fueron tomadas de un programa de Tele Torino International.

## Premios
Guldbagge - 2009 Nominación a Mejor Documental